# Malaconida indecora
Malaconida indecora es una especie de insecto coleóptero de la familia Chrysomelidae.
Fue descrita científicamente en 1886 por Fairmaire.